# Sympetrum daliensis
Sympetrum daliensis är en trollsländeart som beskrevs av Zhu 1999. Sympetrum daliensis ingår i släktet ängstrollsländor, och familjen segeltrollsländor. Inga underarter finns listade i Catalogue of Life.